# João Baptista Verde
João Baptista Verde (São Julião, Lisboa, 2 de Dezembro de 1775  - Mártires, Lisboa, 8 de Agosto de 1842), foi um comerciante e pintor lisboeta (estabelecido na Rua do Arsenal, em loja herdada do pai) e conhecido amigo (e, mais tarde, cunhado) do pintor Domingos Sequeira.
Conhecido pelas suas excentricidades e "ditos agudos", João Baptista Verde enriqueceu com as pessoas que acudiam à sua loja mais com o intuito de se recrearem ouvindo os seus chistes. João Baptista era herético, crente num Supremo Arquitecto do Universo, anti-miguelista, frequentador do Café Marrare. Teve uma reconhecida influência sobre o sobrinho-neto Cesário Verde.
João Baptista e o seu irmão António José Verde adquiriram a um padre uma granja no Vale do Jamor, a Quinta de São Domingos, Linda-a-Pastora, em 1797. Diz-se que a decisão de transformar a capela da quinta num armazém (e, depois, numa casa de banho) terá precipitado a desgraça sobre a família (nomeadamente, a morte prematura de vários membros da família e o incêndio da casa em 1919, onde se perderam todos os livros e papéis de Cesário Verde, e a obra poética totalmente inédita de José Verde, filho de João Baptista Verde).
Ele próprio com uma disposição artística, travou amizade com o pintor Domingos Sequeira, o qual ajudou aquando da sua prisão em 1809. Saído da prisão, Sequeira casou-se com Mariana Benedita Vitória Verde, irmã de João Baptista. Sequeira executou um conhecido quadro (actualmente no Museu Nacional de Arte Antiga), onde figuram João Baptista e Mariana Benedita; ele fardado de Voluntário Real do Comércio, onde assentou praça no regimento de infantaria a 30 de Janeiro de 1809.
João Baptista casou, já fora da idade em 1840, com a sobrinha D. Maria da Purificação Canongia Verde, que no estado de viúva em 1843 casaria com António José Gonçalves Verde, sobrinho de João Baptista, por ser filho de seu irmão António José Verde, avô de Cesário Verde. Faleceu, com testamento feito, na sua residência na Rua Nova do Almada, n.º 40. Os seus restos mortais encontram-se depositados no jazigo da família Verde, no Cemitério dos Prazeres.